# エディス・マティセ
エディス・ソレダード・マティセ（Edith Soledad Matthysse、女性、1980年8月6日 - ）は、アルゼンチンのプロボクサー。サンタフェ州ラファエラ出身。第5代WBA女子世界フェザー級王者。第7代WBC女子世界フェザー級王者。

## 来歴
2007年5月18日、チュブ州コモドーロ・リバダビアでデビュー戦を行い、3-0の判定勝ちを収めデビュー戦を白星で飾った。
2009年5月9日、リオネグロ州サン・カルロス・デ・バリローチェでマリア・エレナ・マデルナと対戦し、2-1（39.5-38.5、38-39、39.5-38.5）の判定勝ちを収めた。
2009年6月20日、ブエノスアイレスのエスタディオ・ルナ・パルクでマリア・エウゲニア・キロガと対戦し、4回判定で引き分けた。
2010年8月20日、チュブ州ホセ・デ・サン・マルティンで元WBA女子世界フェザー級暫定王者クラウディア・ロペスと対戦し、プロ初黒星となる4回失格負けを喫した。
2011年4月15日、ブエノスアイレス州バイアブランカでダニエラ・ベルムデスと対戦し、10回3-0（2者が97-94、96-94）の判定勝ちを収めた。 
2011年8月20日、ブエノスアイレス州カセロスでダニエラ・ベルムデスと対戦し、4ヵ月ぶりの再戦で0-2（57.5-57.5、57.5-58.5、57-58.5）の判定負けを喫しベルムデスに雪辱を許した。
2011年10月8日、バハ・カリフォルニア州ティフアナのアウディトリオ・ムニシパルでジャッキー・ナバと対戦し、10回0-3（2者が90-100、91-99）の判定負けを喫した。
2012年2月4日、タマウリパス州リオ・ブラボでIBF女子世界バンタム級王者ヤズミン・リバスと対戦し、0-3の判定負けを喫し王座獲得に失敗した。
2013年5月10日、ブエノスアイレス州タピアレスでWBC女子世界スーパーバンタム級名誉王者マルセラ・アクーニャと対戦し、10回0-3（3者が91-99）の判定負けを喫した。
2013年9月27日、メンドーサ州フニンでWBC女子世界フェザー級シルバー王者ベティアナ・パトリシア・ビナスと対戦し、1-2（2者が94-96、96-94）の判定負けを喫し王座獲得に失敗した。  
2013年12月13日、メンドーサ州サン・マルティンでWBA女子世界フェザー級王者オグレイディス・スアレスと対戦し、3-0（97-93、99-91、100-90）の判定勝ちを収め王座獲得に成功した。
2014年8月23日、ブエノスアイレス州ホセ・レオン・スアレスでWBO女子世界スーパーバンタム級王者マルセラ・アクーニャと対戦し、0-3（92-98、94-96、93-97）の判定負けを喫し1年3ヵ月ぶりの再戦で雪辱を果たせず2階級制覇に失敗した。 
2015年8月1日、ブエノスアイレス州カセロスでWBC女子世界フェザー級王者ジェレーナ・ムルジェノビッチとWBA・WBC女子世界フェザー級王座統一戦を行い、3-0（97-93、98-92、96-94）の判定勝ちを収め王座統一に成功、WBA王座初防衛、WBC王座の獲得に成功した。

## 戦績
- プロボクシング: 22戦 14勝（1KO）7敗 1分

## 獲得タイトル
- 第5代WBA女子世界フェザー級王座（防衛1）
- 第7代WBC女子世界フェザー級王座（防衛0）